# Arthington Worsley
Arthington Worsley (Marylebone, Londres 9 de diciembre de 1861 - Middlesex, 13 de enero de 1944) fue un botánico, explorador e ingeniero civil inglés . Realizó extensas expediciones botánicas por América del Sur.
Fue jugador de críquet con dos torneos de primera clase para el Marylebone Cricket Club, jugando entre 1888 y 1890 respectivamente.

## Algunas publicaciones
- 1936.  Life and career of Arthington Worsley : an autobiography. Herbertia 3 : 10-19

### Libros
- 1907.  Concepts of monism. Ed. Londres : T. Fisher Unwin. xv + 356 pp.
- 1896.  The genus Hippeastrum, a monograph. 41 pp.

## Honores
En 1937, obtuvo por su inmensa obra el galardón de la medalla Herbert

### Epónimos
Género
- (Amaryllidaceae) Worsleya (Traub) Traub 1944[5]

Especies
- (Amaryllidaceae) Hyline worsleyi Mallett & Worsley in Traub[6]

- (Solanaceae) Solanum worsleyi hort.[7]
- La abreviatura «Worsley» se emplea para indicar a Arthington Worsley como autoridad en la descripción y clasificación científica de los vegetales.[8]